# 쓰카모토 도라지
쓰카모토 도라지(일본어: 塚本虎二, 1885년 8월 2일 ~ 1973년 9월 9일)는 일본 후쿠오카 불교 집안에서 태어나 동경대 법대를 졸업했고 젊은 시절 변호사와 정부 농상무성 관료 생활을 하였다. 그러다가 기독교로 개종해 무교회주의 운동가 우치무라 간조 제자가 되었으며 개인 잡지 <성경지식>을 창간하였고 다년간 도쿄 성경연구회를 이끌면서 기독교 관련 서적 집필과 복음 전도자로 살았다.
한국 무교회주의 운동가인 노평구 선생의 스승이기도 하다.

## 회심
쓰카모토는 일본 후쿠오카에서 태어나 그곳에서 중학교까지 다녔다. 중학생 시절 플라톤 전집을 독파하였고 미신적 외국 종교 기독교를 축출하고자 결심하였다. 고등학교는 도쿄에서 다녔는데, 2학년 때 우찌무라 간조의 <기독교 문답>, <성서지연구> 등 여러 저서를 읽고 기독교로 개종하기에 이르렀다. 동경대학 법과 3년이던 25세 무렵에는 우찌무라 간조의 문하생이 되었고 그때부터 스승이 별세할 때까지 20년 간을 그 곁을 지키며 도왔다. 쓰카모토의 39세 때 관동대지진이 발생해 부인을 잃고 크게 상심해 여러 날을 통곡으로 지내던 중 "그래도 결국 하나님은 사랑이심을 철저히 깨닫고" 두번 째 회심을 하였다. 그리하여 1960년 중풍으로 쓰러지기까지 약 30년 간 무교회주의 운동과 전도활동에 매진하였다.

## 저서
- <성서지식지>(1930.1~1963.)
- <예수전>(1~8)
- <로마서 강의>